# Piazza del Mercato e municipio di Haarlem
Piazza del Mercato e municipio di Haarlem è un dipinto di Gerrit Adriaenszoon Berckheyde. Eseguito verso il 1691, è conservato nella National Gallery di Londra.

## Descrizione
Questa veduta della piazza del mercato di Haarlem, dominata dal Municipio, è una rielaborazione di una composizione più volte usata dallo Berckheyde.